# Núria Espuny i Salvadó
Núria Espuny i Salvadó (Tarragona, 1969) és una enginyera i política catalana.
Enginyera tècnica en telecomunicacions i enginyeria electrònica per la Universitat Ramon Llull i amb un postgrau en Govern i Gestió Pública a la Societat de la Informació: e-govern per la Universitat Pompeu Fabra.
És militant d'ERC i funcionària del Cos Superior d'Administració de la Generalitat, on ha desenvolupat diversos càrrecs, com a responsable de Xarxes i Telecomunicacions, del Servei de Gestió del Coneixement i de l'Àrea de Qualitat i Millora de Processos, entre d'altres.
Des del març del 2016 fins a juny de 2021 ocupa el càrrec de directora general de Transparència i dades obertes del Departament d'Acció Exterior, Relacions Institucionals i Transparència de la Generalitat de Catalunya.
Del 2021 al 2024 va ser Directora general d'Administració Digital del Departament de la Presidència de la Generalitat de Catalunya.
Actualment, és Subdirectora general d’Organització i Administració Digital del Departament d’Unió Europea i Acció Exterior de la Generalitat de Catalunya.
En l'àmbit social és sòcia d'UNICEF, Metges sense fronteres, Fundació Petit Món, Òmnium Cultural, Oxfam Intermón i Creu Roja.